# Chinese Super League 2010
Die Chinese Super League 2010 war die siebte Auflage der höchsten chinesischen Spielklasse im Männerfußball. Die Saison begann am 27. März 2010 und endete am 6. November 2010.
Zu dieser Saison aufgestiegen sind Hangzhou Greentown sowie Chongqing Lifan. Titelverteidiger war Beijing Guoan. Absteigen mussten am Ende der Saison Chongqing Lifan und Changsha Ginde.

## Teilnehmer der Saison 2010
| - Beijing Guoan (Meister) - Changchun Yatai - Changsha Ginde (Aufsteiger) - Chongqing Lifan (Aufsteiger) - Dalian Shide - Hangzhou Nabel Greentown - Henan Construction - Jiangsu Sainty | - Liaoning Hongyun - Nanchang Hengyuan - Qingdao Jonoon - Shaanxi Renhe - Shandong Luneng Taishan - Shanghai Shenhua - Shenzhen Ruby - Tianjin Teda |

## Abschlusstabelle
| Pl. | Verein                       | Sp. | S  | U  | N  | Tore    | Diff. | Punkte |
| --- | ---------------------------- | --- | -- | -- | -- | ------- | ----- | ------ |
| 1.  | Shandong Luneng Taishan      | 30  | 18 | 9  | 3  | 059:340 | +25   | 63     |
| 2.  | Tianjin Teda                 | 30  | 13 | 11 | 6  | 037:290 | +8    | 50     |
| 3.  | Shanghai Shenhua             | 30  | 14 | 6  | 10 | 044:410 | +3    | 48     |
| 4.  | Hangzhou Nabel Greentown (N) | 30  | 13 | 9  | 8  | 038:300 | +8    | 48     |
| 5.  | Beijing Guoan (M)            | 30  | 12 | 10 | 8  | 035:290 | +6    | 46     |
| 6.  | Dalian Shide                 | 30  | 10 | 12 | 8  | 040:370 | +3    | 42     |
| 7.  | Liaoning Hongyun             | 30  | 10 | 10 | 10 | 039:360 | +3    | 40     |
| 8.  | Henan Construction           | 30  | 9  | 13 | 8  | 031:310 | ±0    | 40     |
| 9.  | Changchun Yatai              | 30  | 10 | 8  | 12 | 040:410 | −1    | 38     |
| 10. | Shaanxi Renhe                | 30  | 9  | 10 | 11 | 033:360 | −3    | 37     |
| 11. | Jiangsu Sainty               | 30  | 8  | 11 | 11 | 027:270 | ±0    | 35     |
| 12. | Shenzhen Ruby                | 30  | 8  | 8  | 14 | 034:410 | −7    | 32     |
| 13. | Nanchang Hengyuan            | 30  | 8  | 8  | 14 | 033:350 | −2    | 32     |
| 14. | Qingdao Jonoon               | 30  | 6  | 12 | 12 | 031:440 | −13   | 30     |
| 15. | Chongqing Lifan (N)          | 30  | 7  | 9  | 14 | 036:480 | −12   | 30     |
| 16. | Changsha Ginde               | 30  | 6  | 12 | 12 | 024:420 | −18   | 30     |

| (M) | Amtierender Meister: Beijing Guoan                                       |
| (P) | Amtierender Pokalsieger: seit 2006 nicht ausgetragen                     |
| (N) | Aufsteiger der letzten Saison: Hangzhou Nabel Greentown, Chongqing Lifan |

## Torschützenliste
| Pl. | Spieler              | Mannschaft              | Tore |
| --- | -------------------- | ----------------------- | ---- |
| 01. | Duvier Riascos       | Shanghai Shenhua        | 20   |
| 02. | Han Peng             | Shandong Luneng Taishan | 17   |
| 03. | Luis Alfredo Ramírez | Hangzhou Greentown      | 14   |
| 04. | Ahn Jung-Hwan        | Dalian Shide            | 10   |
| 04. | Chen Zhizhao         | Nanchang Hengyuan       | 10   |
| 04. | José Duarte          | Chongqing Lifan         | 10   |
| 04. | Leandro Netto        | Henan Construction      | 10   |
| 04. | Yang Xu              | Liaoning Hongyun        | 10   |

## Auszeichnungen
- Chinese Football Association Footballer of the Year:  Duvier Riascos (Shanghai Shenhua)
- Chinese Football Association Young Player of the Year:  Zheng Zheng (Shandong Luneng Taishan)
- Chinese Super League Golden Boot Winner:  Duvier Riascos (Shanghai Shenhua)
- Chinese Football Association Manager of the Year:  Branko Ivanković (Shandong Luneng Taishan)